# Rosston (Arkansas)
Rosston es un pueblo ubicado en el condado de Nevada en el estado estadounidense de Arkansas. En el Censo de 2010 tenía una población de 261 habitantes y una densidad poblacional de 22,58 personas por km².

## Geografía
Rosston se encuentra ubicado en las coordenadas 33°35′23″N 93°17′7″O / 33.58972, -93.28528. Según la Oficina del Censo de los Estados Unidos, Rosston tiene una superficie total de 11.56 km², de la cual 11.5 km² corresponden a tierra firme y (0.49%) 0.06 km² es agua.

## Demografía
Según el censo de 2010, había 261 personas residiendo en Rosston. La densidad de población era de 22,58 hab./km². De los 261 habitantes, Rosston estaba compuesto por el 36.78% blancos, el 62.45% eran afroamericanos, el 0% eran amerindios, el 0% eran asiáticos, el 0% eran isleños del Pacífico, el 0% eran de otras razas y el 0.77% pertenecían a dos o más razas. Del total de la población el 0.38% eran hispanos o latinos de cualquier raza.